# Slutspel med torn och lätta pjäser
Den här artikeln använder algebraisk schacknotation för att beskriva schackdragen.
Slutspel med torn och lätta pjäser är slutspel i schack där (förutom kungarna) torn, löpare, springare och bönder återstår. 
Vanliga exempel på sådana slutspel är torn mot lätt pjäs (löpare eller springare), två lätta pjäser mot torn, samt torn och lätt pjäs mot torn.

## Torn mot lätt pjäs
Utan bönder håller ofta en lätt pjäs remi mot ett torn men det finns flera undantag.

### Torn mot löpare
Torn mot löpare är normalt remi utom när kungen fångas i ett hörn med samma färg som löparen, som i det första diagrammet.
Vit vinner med till exempel 1.Kb6 Le6 2.Te1 Ld7 3.Tf1 följt av 4.Tf8 och löparen faller.
Med kungen i ett hörn med annan färg än löparen, som i det andra diagrammet, är det remi.
Svart kan lugnt gå in i hörnet med kungen och spela ...Lb8. Det skapar en fästning där vit kan inte göra några framsteg.

### Torn mot springare
Även torn mot springare är normalt remi. Den försvarande sidan bör hålla springaren nära kungen och schacka motståndarens kung om den kommer i närheten.
Tornet kan vinna om springaren är långt från sin kung och kan fångas in av kungen och tornet som i det första diagrammet.
Efter 84.Tf3+! Kg4 85.Td3! (enda draget) är springaren avskuren från kungen och erövras så småningom. Partiet slutade 85...Kg5 86.Kd5 Sb6+ 87.Ke5 Sc4+ 88.Ke4 Sb6 89.Td8 Sc4 90.Td4 Sb6 91.Ke5 Sc8 92.Ke6 Sa7 93.Kd7 uppgivet.
Vissa andra ställningar där springaren och kungen står illa till, som i det andra diagrammet, är också vunna för tornet.
Vit vid draget vinner med 1.Kb6 Kb8 2.Tb2 Sc8+ 3.Kc6+ Ka7 4.Te2 etc., till exempel 4...Kb8 5.Te8.
Svart vid draget håller remi med 1...Sc8.
|   | a                                                              | b                                                              | c                                                              | d                                                              | e                                                              | f                                                              | g                                                              | h                                                              |   |
| 8 | c5 svart kung · e5 vit kung · d3 vit torn · e2 svart springare | c5 svart kung · e5 vit kung · d3 vit torn · e2 svart springare | c5 svart kung · e5 vit kung · d3 vit torn · e2 svart springare | c5 svart kung · e5 vit kung · d3 vit torn · e2 svart springare | c5 svart kung · e5 vit kung · d3 vit torn · e2 svart springare | c5 svart kung · e5 vit kung · d3 vit torn · e2 svart springare | c5 svart kung · e5 vit kung · d3 vit torn · e2 svart springare | c5 svart kung · e5 vit kung · d3 vit torn · e2 svart springare | 8 |
| 7 | c5 svart kung · e5 vit kung · d3 vit torn · e2 svart springare | c5 svart kung · e5 vit kung · d3 vit torn · e2 svart springare | c5 svart kung · e5 vit kung · d3 vit torn · e2 svart springare | c5 svart kung · e5 vit kung · d3 vit torn · e2 svart springare | c5 svart kung · e5 vit kung · d3 vit torn · e2 svart springare | c5 svart kung · e5 vit kung · d3 vit torn · e2 svart springare | c5 svart kung · e5 vit kung · d3 vit torn · e2 svart springare | c5 svart kung · e5 vit kung · d3 vit torn · e2 svart springare | 7 |
| 6 | c5 svart kung · e5 vit kung · d3 vit torn · e2 svart springare | c5 svart kung · e5 vit kung · d3 vit torn · e2 svart springare | c5 svart kung · e5 vit kung · d3 vit torn · e2 svart springare | c5 svart kung · e5 vit kung · d3 vit torn · e2 svart springare | c5 svart kung · e5 vit kung · d3 vit torn · e2 svart springare | c5 svart kung · e5 vit kung · d3 vit torn · e2 svart springare | c5 svart kung · e5 vit kung · d3 vit torn · e2 svart springare | c5 svart kung · e5 vit kung · d3 vit torn · e2 svart springare | 6 |
| 5 | c5 svart kung · e5 vit kung · d3 vit torn · e2 svart springare | c5 svart kung · e5 vit kung · d3 vit torn · e2 svart springare | c5 svart kung · e5 vit kung · d3 vit torn · e2 svart springare | c5 svart kung · e5 vit kung · d3 vit torn · e2 svart springare | c5 svart kung · e5 vit kung · d3 vit torn · e2 svart springare | c5 svart kung · e5 vit kung · d3 vit torn · e2 svart springare | c5 svart kung · e5 vit kung · d3 vit torn · e2 svart springare | c5 svart kung · e5 vit kung · d3 vit torn · e2 svart springare | 5 |
| 4 | c5 svart kung · e5 vit kung · d3 vit torn · e2 svart springare | c5 svart kung · e5 vit kung · d3 vit torn · e2 svart springare | c5 svart kung · e5 vit kung · d3 vit torn · e2 svart springare | c5 svart kung · e5 vit kung · d3 vit torn · e2 svart springare | c5 svart kung · e5 vit kung · d3 vit torn · e2 svart springare | c5 svart kung · e5 vit kung · d3 vit torn · e2 svart springare | c5 svart kung · e5 vit kung · d3 vit torn · e2 svart springare | c5 svart kung · e5 vit kung · d3 vit torn · e2 svart springare | 4 |
| 3 | c5 svart kung · e5 vit kung · d3 vit torn · e2 svart springare | c5 svart kung · e5 vit kung · d3 vit torn · e2 svart springare | c5 svart kung · e5 vit kung · d3 vit torn · e2 svart springare | c5 svart kung · e5 vit kung · d3 vit torn · e2 svart springare | c5 svart kung · e5 vit kung · d3 vit torn · e2 svart springare | c5 svart kung · e5 vit kung · d3 vit torn · e2 svart springare | c5 svart kung · e5 vit kung · d3 vit torn · e2 svart springare | c5 svart kung · e5 vit kung · d3 vit torn · e2 svart springare | 3 |
| 2 | c5 svart kung · e5 vit kung · d3 vit torn · e2 svart springare | c5 svart kung · e5 vit kung · d3 vit torn · e2 svart springare | c5 svart kung · e5 vit kung · d3 vit torn · e2 svart springare | c5 svart kung · e5 vit kung · d3 vit torn · e2 svart springare | c5 svart kung · e5 vit kung · d3 vit torn · e2 svart springare | c5 svart kung · e5 vit kung · d3 vit torn · e2 svart springare | c5 svart kung · e5 vit kung · d3 vit torn · e2 svart springare | c5 svart kung · e5 vit kung · d3 vit torn · e2 svart springare | 2 |
| 1 | c5 svart kung · e5 vit kung · d3 vit torn · e2 svart springare | c5 svart kung · e5 vit kung · d3 vit torn · e2 svart springare | c5 svart kung · e5 vit kung · d3 vit torn · e2 svart springare | c5 svart kung · e5 vit kung · d3 vit torn · e2 svart springare | c5 svart kung · e5 vit kung · d3 vit torn · e2 svart springare | c5 svart kung · e5 vit kung · d3 vit torn · e2 svart springare | c5 svart kung · e5 vit kung · d3 vit torn · e2 svart springare | c5 svart kung · e5 vit kung · d3 vit torn · e2 svart springare | 1 |
|   | a                                                              | b                                                              | c                                                              | d                                                              | e                                                              | f                                                              | g                                                              | h                                                              |   |

Nästa diagram är en studie som visar att slutspelet var känt redan år 811!
1.Te3 Sg1 2.Kf5!
Inte 2.Kf4? Kd4 med remi.
2...Kd4 3.Kf4
Nu är svart i dragtvång och måste lämna tornet.
3...Kc4 4.Kg3 Kd4 5.Te1 och vit vinner.

### Torn mot lätt pjäs och bönder
|   | a                                                                                           | b                                                                                           | c                                                                                           | d                                                                                           | e                                                                                           | f                                                                                           | g                                                                                           | h                                                                                           |   |
| 8 | c6 vit kung · f6 svart kung · a5 svart bonde · a4 vit bonde · b4 svart löpare · e3 vit torn | c6 vit kung · f6 svart kung · a5 svart bonde · a4 vit bonde · b4 svart löpare · e3 vit torn | c6 vit kung · f6 svart kung · a5 svart bonde · a4 vit bonde · b4 svart löpare · e3 vit torn | c6 vit kung · f6 svart kung · a5 svart bonde · a4 vit bonde · b4 svart löpare · e3 vit torn | c6 vit kung · f6 svart kung · a5 svart bonde · a4 vit bonde · b4 svart löpare · e3 vit torn | c6 vit kung · f6 svart kung · a5 svart bonde · a4 vit bonde · b4 svart löpare · e3 vit torn | c6 vit kung · f6 svart kung · a5 svart bonde · a4 vit bonde · b4 svart löpare · e3 vit torn | c6 vit kung · f6 svart kung · a5 svart bonde · a4 vit bonde · b4 svart löpare · e3 vit torn | 8 |
| 7 | c6 vit kung · f6 svart kung · a5 svart bonde · a4 vit bonde · b4 svart löpare · e3 vit torn | c6 vit kung · f6 svart kung · a5 svart bonde · a4 vit bonde · b4 svart löpare · e3 vit torn | c6 vit kung · f6 svart kung · a5 svart bonde · a4 vit bonde · b4 svart löpare · e3 vit torn | c6 vit kung · f6 svart kung · a5 svart bonde · a4 vit bonde · b4 svart löpare · e3 vit torn | c6 vit kung · f6 svart kung · a5 svart bonde · a4 vit bonde · b4 svart löpare · e3 vit torn | c6 vit kung · f6 svart kung · a5 svart bonde · a4 vit bonde · b4 svart löpare · e3 vit torn | c6 vit kung · f6 svart kung · a5 svart bonde · a4 vit bonde · b4 svart löpare · e3 vit torn | c6 vit kung · f6 svart kung · a5 svart bonde · a4 vit bonde · b4 svart löpare · e3 vit torn | 7 |
| 6 | c6 vit kung · f6 svart kung · a5 svart bonde · a4 vit bonde · b4 svart löpare · e3 vit torn | c6 vit kung · f6 svart kung · a5 svart bonde · a4 vit bonde · b4 svart löpare · e3 vit torn | c6 vit kung · f6 svart kung · a5 svart bonde · a4 vit bonde · b4 svart löpare · e3 vit torn | c6 vit kung · f6 svart kung · a5 svart bonde · a4 vit bonde · b4 svart löpare · e3 vit torn | c6 vit kung · f6 svart kung · a5 svart bonde · a4 vit bonde · b4 svart löpare · e3 vit torn | c6 vit kung · f6 svart kung · a5 svart bonde · a4 vit bonde · b4 svart löpare · e3 vit torn | c6 vit kung · f6 svart kung · a5 svart bonde · a4 vit bonde · b4 svart löpare · e3 vit torn | c6 vit kung · f6 svart kung · a5 svart bonde · a4 vit bonde · b4 svart löpare · e3 vit torn | 6 |
| 5 | c6 vit kung · f6 svart kung · a5 svart bonde · a4 vit bonde · b4 svart löpare · e3 vit torn | c6 vit kung · f6 svart kung · a5 svart bonde · a4 vit bonde · b4 svart löpare · e3 vit torn | c6 vit kung · f6 svart kung · a5 svart bonde · a4 vit bonde · b4 svart löpare · e3 vit torn | c6 vit kung · f6 svart kung · a5 svart bonde · a4 vit bonde · b4 svart löpare · e3 vit torn | c6 vit kung · f6 svart kung · a5 svart bonde · a4 vit bonde · b4 svart löpare · e3 vit torn | c6 vit kung · f6 svart kung · a5 svart bonde · a4 vit bonde · b4 svart löpare · e3 vit torn | c6 vit kung · f6 svart kung · a5 svart bonde · a4 vit bonde · b4 svart löpare · e3 vit torn | c6 vit kung · f6 svart kung · a5 svart bonde · a4 vit bonde · b4 svart löpare · e3 vit torn | 5 |
| 4 | c6 vit kung · f6 svart kung · a5 svart bonde · a4 vit bonde · b4 svart löpare · e3 vit torn | c6 vit kung · f6 svart kung · a5 svart bonde · a4 vit bonde · b4 svart löpare · e3 vit torn | c6 vit kung · f6 svart kung · a5 svart bonde · a4 vit bonde · b4 svart löpare · e3 vit torn | c6 vit kung · f6 svart kung · a5 svart bonde · a4 vit bonde · b4 svart löpare · e3 vit torn | c6 vit kung · f6 svart kung · a5 svart bonde · a4 vit bonde · b4 svart löpare · e3 vit torn | c6 vit kung · f6 svart kung · a5 svart bonde · a4 vit bonde · b4 svart löpare · e3 vit torn | c6 vit kung · f6 svart kung · a5 svart bonde · a4 vit bonde · b4 svart löpare · e3 vit torn | c6 vit kung · f6 svart kung · a5 svart bonde · a4 vit bonde · b4 svart löpare · e3 vit torn | 4 |
| 3 | c6 vit kung · f6 svart kung · a5 svart bonde · a4 vit bonde · b4 svart löpare · e3 vit torn | c6 vit kung · f6 svart kung · a5 svart bonde · a4 vit bonde · b4 svart löpare · e3 vit torn | c6 vit kung · f6 svart kung · a5 svart bonde · a4 vit bonde · b4 svart löpare · e3 vit torn | c6 vit kung · f6 svart kung · a5 svart bonde · a4 vit bonde · b4 svart löpare · e3 vit torn | c6 vit kung · f6 svart kung · a5 svart bonde · a4 vit bonde · b4 svart löpare · e3 vit torn | c6 vit kung · f6 svart kung · a5 svart bonde · a4 vit bonde · b4 svart löpare · e3 vit torn | c6 vit kung · f6 svart kung · a5 svart bonde · a4 vit bonde · b4 svart löpare · e3 vit torn | c6 vit kung · f6 svart kung · a5 svart bonde · a4 vit bonde · b4 svart löpare · e3 vit torn | 3 |
| 2 | c6 vit kung · f6 svart kung · a5 svart bonde · a4 vit bonde · b4 svart löpare · e3 vit torn | c6 vit kung · f6 svart kung · a5 svart bonde · a4 vit bonde · b4 svart löpare · e3 vit torn | c6 vit kung · f6 svart kung · a5 svart bonde · a4 vit bonde · b4 svart löpare · e3 vit torn | c6 vit kung · f6 svart kung · a5 svart bonde · a4 vit bonde · b4 svart löpare · e3 vit torn | c6 vit kung · f6 svart kung · a5 svart bonde · a4 vit bonde · b4 svart löpare · e3 vit torn | c6 vit kung · f6 svart kung · a5 svart bonde · a4 vit bonde · b4 svart löpare · e3 vit torn | c6 vit kung · f6 svart kung · a5 svart bonde · a4 vit bonde · b4 svart löpare · e3 vit torn | c6 vit kung · f6 svart kung · a5 svart bonde · a4 vit bonde · b4 svart löpare · e3 vit torn | 2 |
| 1 | c6 vit kung · f6 svart kung · a5 svart bonde · a4 vit bonde · b4 svart löpare · e3 vit torn | c6 vit kung · f6 svart kung · a5 svart bonde · a4 vit bonde · b4 svart löpare · e3 vit torn | c6 vit kung · f6 svart kung · a5 svart bonde · a4 vit bonde · b4 svart löpare · e3 vit torn | c6 vit kung · f6 svart kung · a5 svart bonde · a4 vit bonde · b4 svart löpare · e3 vit torn | c6 vit kung · f6 svart kung · a5 svart bonde · a4 vit bonde · b4 svart löpare · e3 vit torn | c6 vit kung · f6 svart kung · a5 svart bonde · a4 vit bonde · b4 svart löpare · e3 vit torn | c6 vit kung · f6 svart kung · a5 svart bonde · a4 vit bonde · b4 svart löpare · e3 vit torn | c6 vit kung · f6 svart kung · a5 svart bonde · a4 vit bonde · b4 svart löpare · e3 vit torn | 1 |
|   | a                                                                                           | b                                                                                           | c                                                                                           | d                                                                                           | e                                                                                           | f                                                                                           | g                                                                                           | h                                                                                           |   |

Torn mot lätt pjäs och bonde är normalt remi men vissa ställningar är vunna för tornet. Torn mot lätt pjäs och två bönder är oftast remi men här finns vissa ställningar som är vunna för den lätta pjäsen. Lätt pjäs och tre bönder vinner mot torn.
Med bönder på båda sidor ökar tornets chanser. Med lika bönder, eller med en merbonde för den lätta pjäsen, har tornet goda vinstmöjligheter, speciellt med bönder på båda flyglarna. Tornet vinner lättare mot springare än mot löpare.
Ett intressant slutspel är torn och bonde mot löpare och bonde. Tornet kan då oftast vinna genom att först driva bort kungen och sen offra sig för bonde och löpare. Om bönderna är kantbönder så fungerar dock inte alltid detta. Om tornets bonde inte är alltför långt framskjuten, som i diagrammet, så går det att hålla remi. Nyckeln för svart är att hålla kungen så nära hörnet a8 att den hinner dit om vit offrar tornet på a5.
1.Te2 Kf5 2.Kd5 Kf6 3.Te6+ Kf7! och vit kommer inte vidare. Men inte 3...Kf5? 4.Tb6! Le1 5.Tb1 Ld2 6.Tf1+ Kg5 7.Kc5 Lb4+ 8.Kb5 Kg6 9.Tf4 Lc3 10.Tf8 Ld2 11.Ta8 Kf6 12.Txa5 och svarts kung hinner inte fram i tid.
Om bönderna inte står på samma linje är det lättare för tornet. 
Med bönder på bara ena flygeln finns det fästningar med både löpare och springare. Både det första diagrammet (där svart håller remi med 1...h5!) och det andra diagrammet (där svart kan hålla remi med korrekt spel) är exempel på detta

## Två lätta pjäser mot torn
Två lätta pjäser motsvarar ungefär torn och bonde. De lätta pjäserna är ofta att föredra i öppning och mittspel medan tornets värde ökar i slutspelet. Med en merbonde för tornet, eller lika bönder, är det oftast remi. Har de lätta pjäserna fler bönder så vinner de, och har tornet två merbönder så vinner det.
Men slutspelet är komplicerat och resultatet beror till stor del på positionella faktorer som bondeställningen (svaga bönder, fribönder) och hur väl koordinerade de lätta pjäserna är. Att ha initiativet är viktigt. För tornet är det fundamentalt med öppna linjer att agera på, och det har det ju som regel i slutspelet.
Diagrammen visar två exempel utan att gå igenom alla drag (båda dessa partier blev långa). I det första vann svart genom att erövra vits svaga bönder. Partiet i det andra diagrammet slutade däremot remi, trots ihärdiga vinstförsök från vit.

## Torn och lätt pjäs mot torn
Torn och lätt pjäs kan som regel inte vinna mot ett ensamt torn men det finns några specialfall, både med löpare och springare.

### Torn och löpare mot torn
|   | a                                                                         | b                                                                         | c                                                                         | d                                                                         | e                                                                         | f                                                                         | g                                                                         | h                                                                         |   |
| 8 | d8 svart kung · e7 svart torn · d6 vit kung · d5 vit löpare · f1 vit torn | d8 svart kung · e7 svart torn · d6 vit kung · d5 vit löpare · f1 vit torn | d8 svart kung · e7 svart torn · d6 vit kung · d5 vit löpare · f1 vit torn | d8 svart kung · e7 svart torn · d6 vit kung · d5 vit löpare · f1 vit torn | d8 svart kung · e7 svart torn · d6 vit kung · d5 vit löpare · f1 vit torn | d8 svart kung · e7 svart torn · d6 vit kung · d5 vit löpare · f1 vit torn | d8 svart kung · e7 svart torn · d6 vit kung · d5 vit löpare · f1 vit torn | d8 svart kung · e7 svart torn · d6 vit kung · d5 vit löpare · f1 vit torn | 8 |
| 7 | d8 svart kung · e7 svart torn · d6 vit kung · d5 vit löpare · f1 vit torn | d8 svart kung · e7 svart torn · d6 vit kung · d5 vit löpare · f1 vit torn | d8 svart kung · e7 svart torn · d6 vit kung · d5 vit löpare · f1 vit torn | d8 svart kung · e7 svart torn · d6 vit kung · d5 vit löpare · f1 vit torn | d8 svart kung · e7 svart torn · d6 vit kung · d5 vit löpare · f1 vit torn | d8 svart kung · e7 svart torn · d6 vit kung · d5 vit löpare · f1 vit torn | d8 svart kung · e7 svart torn · d6 vit kung · d5 vit löpare · f1 vit torn | d8 svart kung · e7 svart torn · d6 vit kung · d5 vit löpare · f1 vit torn | 7 |
| 6 | d8 svart kung · e7 svart torn · d6 vit kung · d5 vit löpare · f1 vit torn | d8 svart kung · e7 svart torn · d6 vit kung · d5 vit löpare · f1 vit torn | d8 svart kung · e7 svart torn · d6 vit kung · d5 vit löpare · f1 vit torn | d8 svart kung · e7 svart torn · d6 vit kung · d5 vit löpare · f1 vit torn | d8 svart kung · e7 svart torn · d6 vit kung · d5 vit löpare · f1 vit torn | d8 svart kung · e7 svart torn · d6 vit kung · d5 vit löpare · f1 vit torn | d8 svart kung · e7 svart torn · d6 vit kung · d5 vit löpare · f1 vit torn | d8 svart kung · e7 svart torn · d6 vit kung · d5 vit löpare · f1 vit torn | 6 |
| 5 | d8 svart kung · e7 svart torn · d6 vit kung · d5 vit löpare · f1 vit torn | d8 svart kung · e7 svart torn · d6 vit kung · d5 vit löpare · f1 vit torn | d8 svart kung · e7 svart torn · d6 vit kung · d5 vit löpare · f1 vit torn | d8 svart kung · e7 svart torn · d6 vit kung · d5 vit löpare · f1 vit torn | d8 svart kung · e7 svart torn · d6 vit kung · d5 vit löpare · f1 vit torn | d8 svart kung · e7 svart torn · d6 vit kung · d5 vit löpare · f1 vit torn | d8 svart kung · e7 svart torn · d6 vit kung · d5 vit löpare · f1 vit torn | d8 svart kung · e7 svart torn · d6 vit kung · d5 vit löpare · f1 vit torn | 5 |
| 4 | d8 svart kung · e7 svart torn · d6 vit kung · d5 vit löpare · f1 vit torn | d8 svart kung · e7 svart torn · d6 vit kung · d5 vit löpare · f1 vit torn | d8 svart kung · e7 svart torn · d6 vit kung · d5 vit löpare · f1 vit torn | d8 svart kung · e7 svart torn · d6 vit kung · d5 vit löpare · f1 vit torn | d8 svart kung · e7 svart torn · d6 vit kung · d5 vit löpare · f1 vit torn | d8 svart kung · e7 svart torn · d6 vit kung · d5 vit löpare · f1 vit torn | d8 svart kung · e7 svart torn · d6 vit kung · d5 vit löpare · f1 vit torn | d8 svart kung · e7 svart torn · d6 vit kung · d5 vit löpare · f1 vit torn | 4 |
| 3 | d8 svart kung · e7 svart torn · d6 vit kung · d5 vit löpare · f1 vit torn | d8 svart kung · e7 svart torn · d6 vit kung · d5 vit löpare · f1 vit torn | d8 svart kung · e7 svart torn · d6 vit kung · d5 vit löpare · f1 vit torn | d8 svart kung · e7 svart torn · d6 vit kung · d5 vit löpare · f1 vit torn | d8 svart kung · e7 svart torn · d6 vit kung · d5 vit löpare · f1 vit torn | d8 svart kung · e7 svart torn · d6 vit kung · d5 vit löpare · f1 vit torn | d8 svart kung · e7 svart torn · d6 vit kung · d5 vit löpare · f1 vit torn | d8 svart kung · e7 svart torn · d6 vit kung · d5 vit löpare · f1 vit torn | 3 |
| 2 | d8 svart kung · e7 svart torn · d6 vit kung · d5 vit löpare · f1 vit torn | d8 svart kung · e7 svart torn · d6 vit kung · d5 vit löpare · f1 vit torn | d8 svart kung · e7 svart torn · d6 vit kung · d5 vit löpare · f1 vit torn | d8 svart kung · e7 svart torn · d6 vit kung · d5 vit löpare · f1 vit torn | d8 svart kung · e7 svart torn · d6 vit kung · d5 vit löpare · f1 vit torn | d8 svart kung · e7 svart torn · d6 vit kung · d5 vit löpare · f1 vit torn | d8 svart kung · e7 svart torn · d6 vit kung · d5 vit löpare · f1 vit torn | d8 svart kung · e7 svart torn · d6 vit kung · d5 vit löpare · f1 vit torn | 2 |
| 1 | d8 svart kung · e7 svart torn · d6 vit kung · d5 vit löpare · f1 vit torn | d8 svart kung · e7 svart torn · d6 vit kung · d5 vit löpare · f1 vit torn | d8 svart kung · e7 svart torn · d6 vit kung · d5 vit löpare · f1 vit torn | d8 svart kung · e7 svart torn · d6 vit kung · d5 vit löpare · f1 vit torn | d8 svart kung · e7 svart torn · d6 vit kung · d5 vit löpare · f1 vit torn | d8 svart kung · e7 svart torn · d6 vit kung · d5 vit löpare · f1 vit torn | d8 svart kung · e7 svart torn · d6 vit kung · d5 vit löpare · f1 vit torn | d8 svart kung · e7 svart torn · d6 vit kung · d5 vit löpare · f1 vit torn | 1 |
|   | a                                                                         | b                                                                         | c                                                                         | d                                                                         | e                                                                         | f                                                                         | g                                                                         | h                                                                         |   |

Torn och löpare mot torn är ofta en teoretisk remi men det är ett svårspelat slutspel och i praktiken finns goda vinstchanser. För att vinna måste man först driva motståndarens kung till en kantlinje med sin egen kung mitt emot, och uppnå en position liknande den i diagrammet som är en känd vinstställning.
Vinstföringen härifrån är långt ifrån enkel. Vits idé är att placera tornet på sjunde raden och omväxlande hota matt från höger och vänster. Löparen har flera viktiga roller. Den skyddar kungen från schackar bakifrån, den täcker flyktfälten b7 och f7, den möjliggör tornschackar på a8 och g8, och den hindrar svarts torn från att nå fält där det kan försvara kungen.
1.Tf8+ Te8 2.Tf7 Te2
Vit hotade att spela över tornet till damflygeln med matthot så svart måste gå ned med tornet för att kunna försvara kungen från c-linjen (3.Ta7 Tc2).
2...Te2 är det segaste försvaret. 2...Te3 ger tornet mindre manöverutrymme och vits följande drag går nu ut på att tvinga tornet till tredje raden. Men först gör vit ett väntedrag (3.Th7) för att svarts torn ska hamna på e1.
3.Th7 Te1 4.Tb7 Tc1
Svart måste försvara sig mot matthotet på b8. På 4...Kc8 vinner vit med 5.Ta7 Tb1 6.Tf7 Kb8 7.Tf8+ Ka7 8.Ta8+ Kb6  9.Tb8+ och tornet faller.
5.Lb3
Förhindrar 5...Td1+ och sätter svart i dragtvång så att tornet måste gå till tredje raden. Om 5...Kc8 så vinner vit med 6.Tb4 Kd8 7.Tf4 Te1 (eller 7...Kc8 8.Ld5 Kb8 9.Ta4) 8.La4 Kc8 9.Lc6 Td1+ 10.Ld5 Kb8 11.Ta4.
5...Tc3 6.Le6 Td3+ 7.Ld5 Tc3
|   | a                                                                         | b                                                                         | c                                                                         | d                                                                         | e                                                                         | f                                                                         | g                                                                         | h                                                                         |   |
| 8 | d8 svart kung · b7 vit torn · d6 vit kung · d5 vit löpare · c3 svart torn | d8 svart kung · b7 vit torn · d6 vit kung · d5 vit löpare · c3 svart torn | d8 svart kung · b7 vit torn · d6 vit kung · d5 vit löpare · c3 svart torn | d8 svart kung · b7 vit torn · d6 vit kung · d5 vit löpare · c3 svart torn | d8 svart kung · b7 vit torn · d6 vit kung · d5 vit löpare · c3 svart torn | d8 svart kung · b7 vit torn · d6 vit kung · d5 vit löpare · c3 svart torn | d8 svart kung · b7 vit torn · d6 vit kung · d5 vit löpare · c3 svart torn | d8 svart kung · b7 vit torn · d6 vit kung · d5 vit löpare · c3 svart torn | 8 |
| 7 | d8 svart kung · b7 vit torn · d6 vit kung · d5 vit löpare · c3 svart torn | d8 svart kung · b7 vit torn · d6 vit kung · d5 vit löpare · c3 svart torn | d8 svart kung · b7 vit torn · d6 vit kung · d5 vit löpare · c3 svart torn | d8 svart kung · b7 vit torn · d6 vit kung · d5 vit löpare · c3 svart torn | d8 svart kung · b7 vit torn · d6 vit kung · d5 vit löpare · c3 svart torn | d8 svart kung · b7 vit torn · d6 vit kung · d5 vit löpare · c3 svart torn | d8 svart kung · b7 vit torn · d6 vit kung · d5 vit löpare · c3 svart torn | d8 svart kung · b7 vit torn · d6 vit kung · d5 vit löpare · c3 svart torn | 7 |
| 6 | d8 svart kung · b7 vit torn · d6 vit kung · d5 vit löpare · c3 svart torn | d8 svart kung · b7 vit torn · d6 vit kung · d5 vit löpare · c3 svart torn | d8 svart kung · b7 vit torn · d6 vit kung · d5 vit löpare · c3 svart torn | d8 svart kung · b7 vit torn · d6 vit kung · d5 vit löpare · c3 svart torn | d8 svart kung · b7 vit torn · d6 vit kung · d5 vit löpare · c3 svart torn | d8 svart kung · b7 vit torn · d6 vit kung · d5 vit löpare · c3 svart torn | d8 svart kung · b7 vit torn · d6 vit kung · d5 vit löpare · c3 svart torn | d8 svart kung · b7 vit torn · d6 vit kung · d5 vit löpare · c3 svart torn | 6 |
| 5 | d8 svart kung · b7 vit torn · d6 vit kung · d5 vit löpare · c3 svart torn | d8 svart kung · b7 vit torn · d6 vit kung · d5 vit löpare · c3 svart torn | d8 svart kung · b7 vit torn · d6 vit kung · d5 vit löpare · c3 svart torn | d8 svart kung · b7 vit torn · d6 vit kung · d5 vit löpare · c3 svart torn | d8 svart kung · b7 vit torn · d6 vit kung · d5 vit löpare · c3 svart torn | d8 svart kung · b7 vit torn · d6 vit kung · d5 vit löpare · c3 svart torn | d8 svart kung · b7 vit torn · d6 vit kung · d5 vit löpare · c3 svart torn | d8 svart kung · b7 vit torn · d6 vit kung · d5 vit löpare · c3 svart torn | 5 |
| 4 | d8 svart kung · b7 vit torn · d6 vit kung · d5 vit löpare · c3 svart torn | d8 svart kung · b7 vit torn · d6 vit kung · d5 vit löpare · c3 svart torn | d8 svart kung · b7 vit torn · d6 vit kung · d5 vit löpare · c3 svart torn | d8 svart kung · b7 vit torn · d6 vit kung · d5 vit löpare · c3 svart torn | d8 svart kung · b7 vit torn · d6 vit kung · d5 vit löpare · c3 svart torn | d8 svart kung · b7 vit torn · d6 vit kung · d5 vit löpare · c3 svart torn | d8 svart kung · b7 vit torn · d6 vit kung · d5 vit löpare · c3 svart torn | d8 svart kung · b7 vit torn · d6 vit kung · d5 vit löpare · c3 svart torn | 4 |
| 3 | d8 svart kung · b7 vit torn · d6 vit kung · d5 vit löpare · c3 svart torn | d8 svart kung · b7 vit torn · d6 vit kung · d5 vit löpare · c3 svart torn | d8 svart kung · b7 vit torn · d6 vit kung · d5 vit löpare · c3 svart torn | d8 svart kung · b7 vit torn · d6 vit kung · d5 vit löpare · c3 svart torn | d8 svart kung · b7 vit torn · d6 vit kung · d5 vit löpare · c3 svart torn | d8 svart kung · b7 vit torn · d6 vit kung · d5 vit löpare · c3 svart torn | d8 svart kung · b7 vit torn · d6 vit kung · d5 vit löpare · c3 svart torn | d8 svart kung · b7 vit torn · d6 vit kung · d5 vit löpare · c3 svart torn | 3 |
| 2 | d8 svart kung · b7 vit torn · d6 vit kung · d5 vit löpare · c3 svart torn | d8 svart kung · b7 vit torn · d6 vit kung · d5 vit löpare · c3 svart torn | d8 svart kung · b7 vit torn · d6 vit kung · d5 vit löpare · c3 svart torn | d8 svart kung · b7 vit torn · d6 vit kung · d5 vit löpare · c3 svart torn | d8 svart kung · b7 vit torn · d6 vit kung · d5 vit löpare · c3 svart torn | d8 svart kung · b7 vit torn · d6 vit kung · d5 vit löpare · c3 svart torn | d8 svart kung · b7 vit torn · d6 vit kung · d5 vit löpare · c3 svart torn | d8 svart kung · b7 vit torn · d6 vit kung · d5 vit löpare · c3 svart torn | 2 |
| 1 | d8 svart kung · b7 vit torn · d6 vit kung · d5 vit löpare · c3 svart torn | d8 svart kung · b7 vit torn · d6 vit kung · d5 vit löpare · c3 svart torn | d8 svart kung · b7 vit torn · d6 vit kung · d5 vit löpare · c3 svart torn | d8 svart kung · b7 vit torn · d6 vit kung · d5 vit löpare · c3 svart torn | d8 svart kung · b7 vit torn · d6 vit kung · d5 vit löpare · c3 svart torn | d8 svart kung · b7 vit torn · d6 vit kung · d5 vit löpare · c3 svart torn | d8 svart kung · b7 vit torn · d6 vit kung · d5 vit löpare · c3 svart torn | d8 svart kung · b7 vit torn · d6 vit kung · d5 vit löpare · c3 svart torn | 1 |
|   | a                                                                         | b                                                                         | c                                                                         | d                                                                         | e                                                                         | f                                                                         | g                                                                         | h                                                                         |   |

Se nästa diagram.
8.Td7+ Kc8
Eller 8...Ke8 9 Tg7 med matt eller tornförlust i nästa drag (löparen täcker fältet f3).
9.Th7 Kb8 10.Tb7+ Kc8 11.Tb4 Kd8
Och nu är 11...Td3 12.Ta4 matt eller tornförlust eftersom löparen täcker b3.
12.Lc4 Kc8 13.Le6+ Kd8 14.Tb8+ med matt i nästa drag.
Om svart är vid draget i diagrammet ovan håller han remi med 1...Td7+ 2.Kc6 Tc7+ 3.Kb6 etc.
Den här vinstmetoden fungerar om kungarna står på c- till f-linjerna (eller motsvarande rader). Med kungarna på b- och g-linjerna är det en (svårspelad) remiställning. Med kungarna på kantlinjerna vinner däremot vit genom att gå med kungen till c6 (respektive f6) utan att släppa ut svarts kung från hörnet.

#### Försvarsmetoder
Vid korrekt spel kan svart undvika att hamna i ställningen i Philidors studie ovan. Ett sätt att göra det är att låsa löparen mot kungen innan kungen kommer till sjätte raden (eller motsvarande linje) som i exemplet i diagrammet.
Vit vill ju avancera med kungen till d6 och löparen till d5. Svart hindrar detta genom att flytta tornet mellan e1 och e2. Om vits kung går till d5 (eller f5) så går svarts kung åt andra hållet till f8 (eller d8). Om då löparen flyttar så går tornet till sjunde raden och sen smiter kungen ut och går mot centrum av brädet. 
Därefter gäller att manövrera så att man undviker att hamna i en förlustställning med kungen på en kantlinje. Ett parti (Budnikov-Novik, 1991) fortsatte från det första diagrammet med
1...Te1 2.Kd5 Kf8! 3.Lf5 Te7! 4.Ta8+ Kf7 5.Ta1 Kf6 6.Lc8 Te5+ 7.Kd6 Te2 8.Tf1+ Kg5 9.Lb7 Te3 10.Kd5 Te2 11.Kd4 Te7 12.Ld5 Te8 13.Tf7 Tb8 14.Ke5 Tb5
Och nu är man nått det andra diagrammet som i princip är samma ställning som det första roterad 90 grader. Vit kunde inte göra några framsteg och partiet slutade så småningom remi.
En annan försvarsmetod är att hålla kungen och tornet på sjunde raden (eller andra raden eller motsvarande linjer). I det första diagrammet kan inte vit använda samma metod som svart i diagrammen ovan. 87.Tc8? Tb2+ 88.Kf1 Tf2+ 89.Ke1 Kd3 och vit vinner.
Men vit kan försvara sig genom att gå med tornet mellan c2 och d2.
87.Td2 Th5 88.Tc2 Th2+ 89.Kd1 Th1+ 90.Ke2 Th2+ 91.Kd1 Th3 92.Ke2
Se det andra diagrammet. Svart kan inte göra några framsteg med tornet och kungen kan inte närma sig så han försöker med löparen.
92...Lc3
Nu kan vit inte flytta tornet (93.Tc1? Th2+ 94.Kd1 Kd3 och svart vinner) men han har ett drag som räddar remi.
93.Kd1! Th1+
På 93...Kd3 kan vit spela 94.Td2+! och tornet går inte att ta för patt, så spelet kan fortsätta t.ex. 94...Ke3 95.Tg2.
94.Ke2 med snar remi.

### Torn och springare mot torn
Torn och springare mot torn är normalt remi. De få ställningar som går att vinna bygger på att kungen är låst mot kanten i ett mattnät som den inte kan ta sig ur. Samtidigt måste det försvarande tornet stå så att det inte kan hjälpa till. Det första diagrammet är ett bra exempel på detta.
65...Tg2+ 66.Kh3 Sg5+ 67.Kh4 Sf7 68.Kh5
Eller 68.Kh3 Tg5 69.Kh2 Kf2 70.Kh3 Se5 71.Th8 Sf3 med hotet 72...Tg3#.
68...Tg5+ 69.Kh4 Tg6
Vit har inget försvar mot 70...Th6# och partiet slutade 70.Th8 Sxh8 uppgivet.
Det andra diagrammet är ett snarlikt exempel med fler pjäser på brädet. 
I partiet spelade Tal 26...Sg3+? och partiet togs remi efter 27.Kh4 Sf5+ 28.Kh5. Svart kunde forcerat matt med 
26...Sf4+ 27.Kh6
Eller 27.Kh4 h5 med hotet 28...Tg4#.
27...Tg6+ 28.Kxh7 Tg7+ 29.Kh6 Kg8! och vit har inget försvar mot 30...Tg6#.